# Вулиця Максима Токарева
Ву́лиця Макси́ма То́карева — вулиця в Солом'янському районі м. Києва, місцевість Олександрівська слобідка. Пролягає від вулиці Освіти до проспекту Валерія Лобановського.

## Історія
Виникла наприкінці 1940-х — у першій половині 1950-х років під назвою Вузівська, від скалькованої з російської мови абревіатури вуз — «вищий учбовий заклад» (на вулиці розташовані гуртожитки Київського інженерно-будівельного інституту, нині —  Київський національний університет будівництва і архітектури (КНУБА)).
Сучасна назва на честь молодшого сержанта, командира бойової машини — командира відділення 503 окремого батальйону морської піхоти ЗСУ Максима Токарева, який загинув, захищаючи Україну від російського військового вторгнення, — з 29 серпня 2024 року. Максим Токарев був випускником КНУБА.